# Свинорой
Свиноро́й, или Соба́чий зуб (лат. Cýnodon), — род травянистых растений подсемейства Хлорисовые (Chloridoideae) семейства Злаки (Poaceae).

## Ботаническое описание
Многолетние травянистые растения. Колоски мелкие, сжатые с боков, одноцветковые с зачатком верхнего цветка, сидят в два ряда на одной стороне ветвей соцветия, собранных зонтиком на конце стебля. Кроющих чешуй две, короче цветочных. Цветочная нижняя чешуя в виде лодочки с 3 жилками, цветочная верхняя с двумя килями. Тычинок 3, столбика 2 с перистыми красноватыми рыльцами, выступающими ниже верхушки колоска.

## Таксономия
Род Свинорой включает 10 видов:
- Cynodon aethiopicus Clayton & Harlan
- Cynodon barberi Rang. & Tadul.
- Cynodon dactylon (L.) Pers. — Свинорой пальчатыйtypus[1]
- Cynodon incompletus Nees
- Cynodon ×magennisii Hurcombe
- Cynodon nlemfuensis Vanderyst
- Cynodon parviglumis Ohwi
- Cynodon plectostachyus (K.Schum.) Pilg.
- Cynodon radiatus Roth ex Roem. & Schult.
- Cynodon transvaalensis Burtt Davy